# Гриффитс, Ховард
Ховард Гриффитс (англ. Howard Griffiths; род. 24 февраля 1950, Гастингс) — британско-швейцарский дирижёр.
Окончил Королевский колледж музыки по классу скрипки. Женившись в студенческие годы на однокурснице-турчанке, по окончании учёбы поступил в оркестр Анкарского государственного театра оперы и балета. Затем изучал дирижирование в Лондоне у Джорджа Хёрста, в Цюрихе у Эриха Шмида и в Париже у Леона Барзена. С 1981 г. живёт в Швейцарии.
В 1981—1996 гг. был первым руководителем струнного оркестра «Санта-Мария», базирующегося в Люцерне. В 1996—2006 гг. возглавлял Цюрихский камерный оркестр, с которым гастролировал в разных странах Европы, а также в США и Китае. Кроме того, основал в Цюрихе Молодёжный симфонический оркестр. Осуществил более 100 записей в диапазоне от композиторов XVIII века до современных авторов, особенно швейцарских и турецких. Особое внимание критики привлекли записанные Гриффитсом восемь симфоний Фердинанда Риса и альбом произведений Джеральда Финци.
С 2007 г. Гриффитс возглавляет Бранденбургский государственный оркестр во Франкфурте-на-Одере.
В 2012 году опубликовал книгу «Ведьма и маэстро» (нем. Die Hexe und der Maestro), знакомящую детей 5-10 лет с оркестром и музыкальными инструментами и тепло принятую критикой.